# Evangelisch-reformierte Kirche (Bremen-Blumenthal)

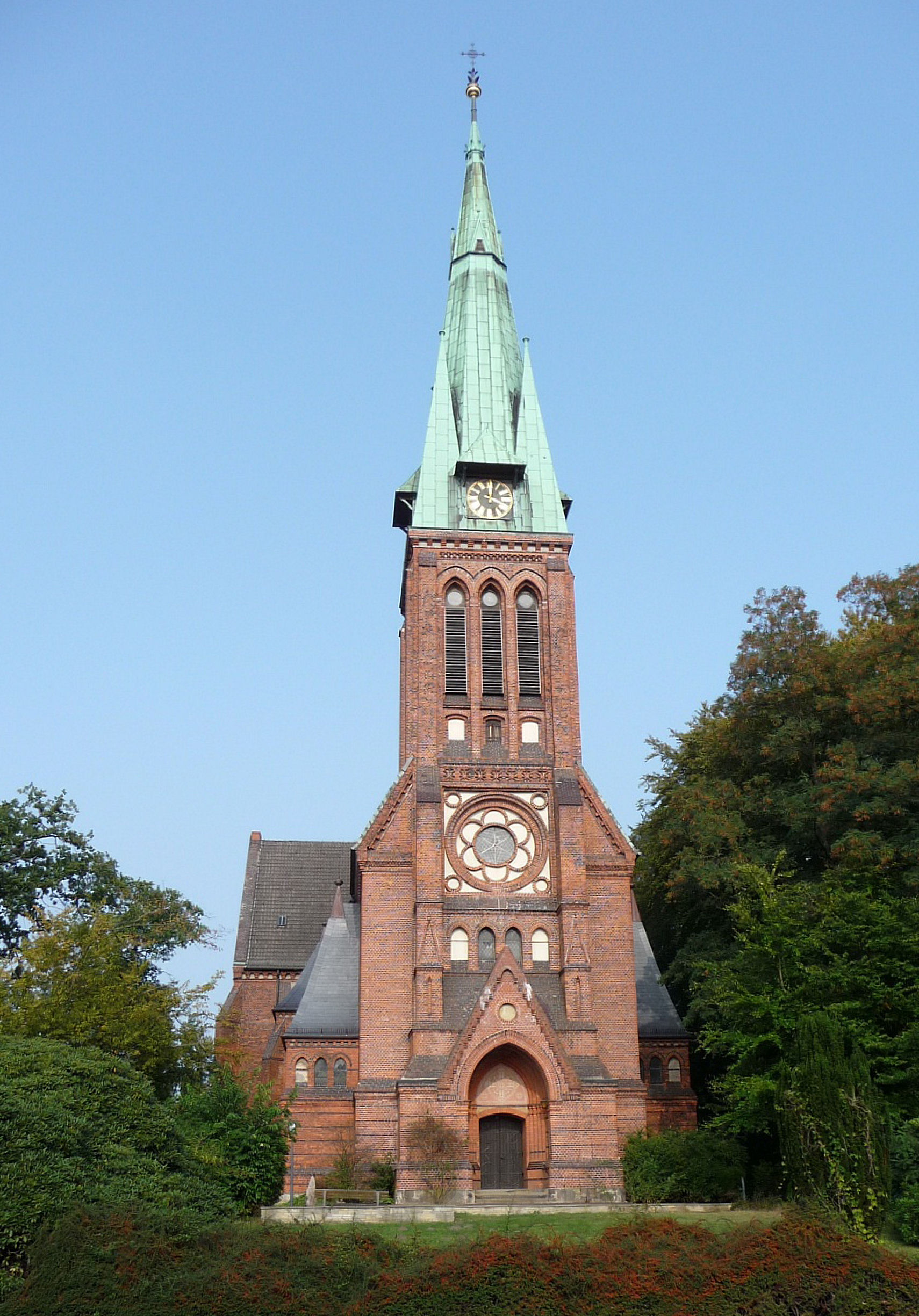

Die Evangelisch-reformierte Kirche in Bremen-Blumenthal ist eine der vier Kirchen der seit dem 1. Januar 2022 bestehenden fusionierten evangelischen Gemeinde des Ortsteils. Die Vorgängergemeinde, die Ev.-ref. Kirchengemeinde Bremen-Blumenthal, wurde am 8. Juni 1959 zur Bremischen Evangelischen Kirche (BEK) umgegliedert. Auch die fusionierte Gemeinde ist Mitglied der BEK.
Das Gebäude steht seit 1978 unter Bremer Denkmalschutz.

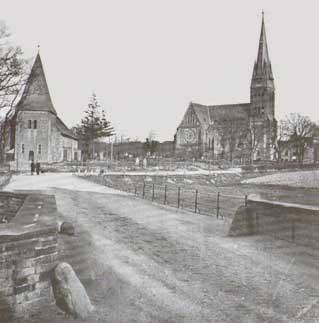
Die alte und die neue reformierte Kirche in Blumenthal (1879)

## Geschichte
Die 1879 eingeweihte Kirche ist die älteste evangelische Kirche im Stadtteil Blumenthal. Teile ihrer Ausstattung führen bis in das 16. Jahrhundert zurück.
Die erste kleine Pfarrkirche mit Glockenstuhl wurde am Ort wahrscheinlich nach der Reformation errichtet und mit einem lutherischen Prediger besetzt. 1568 bis 1580 setzte Christoph Pezel in Bremen das reformierte Bekenntnis durch, das auch für das damals noch nicht zu Bremen gehörende Blumenthal gültig wurde. 1584 wurde die Renaissance-Kanzel eingebaut und blieb bis zur Erweiterung der Kirche 1662 in Gebrauch. 1604 ersetzte der „Alte Turm“ den bisherigen Glockenstuhl.
1732 wurde die schon zweimal vergrößerte Kirche wegen der wachsenden Einwohnerzahl abgerissen und durch einen größeren Bau ersetzt. Der Turm der alten Kirche (Plattdeutsch Ole Kark) blieb dabei erhalten. 1741 ging das Amt Blumenthal von Bremen an das vorwiegend lutherische Kurfürstentum Hannover über, das in Personalunion mit England regiert wurde. Die Gemeinde zählte mit Lehe, Ringstedt, Holßel und Neuenkirchen zu den „fünf Reformierten an der Unterweser“.

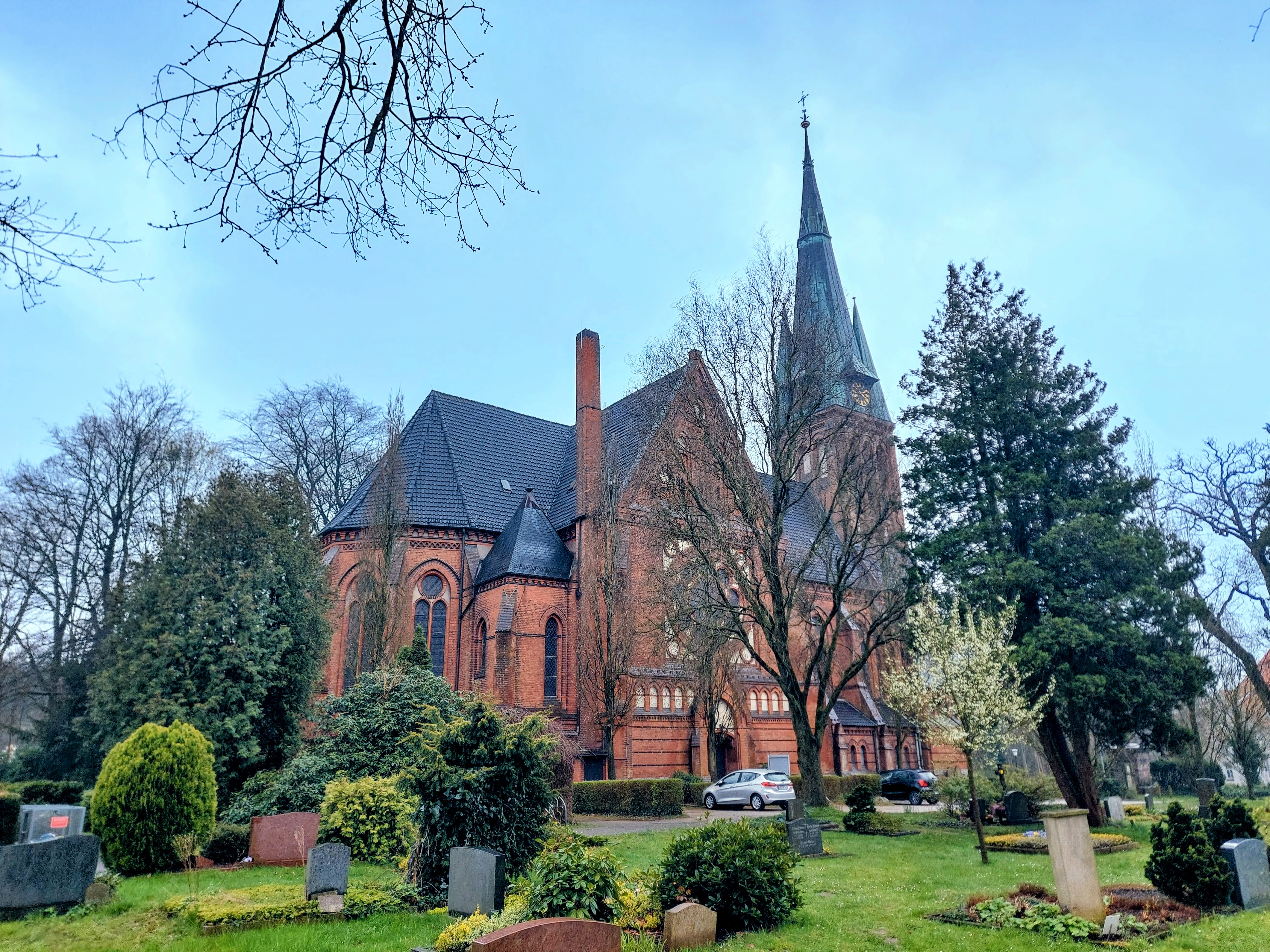
Ansicht von Nordwesten und Friedhof

In den Jahren 1877–1879 wurden die heutige Kirche und das Pfarrhaus (das jetzige „Alte Gemeindehaus“) erbaut, weil Blumenthal durch die Industrialisierung rasch wuchs. Für den jungen Architekten Johannes Vollmer, der später unter anderem für den Bahnhof Berlin Friedrichstraße verantwortlich zeichnete, war es der erste eigenständig entworfene Bau und der erste Sakralbau im Wirken Vollmers als Kirchenarchitekt. Sein Kollege Heinrich Müller übernahm die Bauleitung. Vollmer wählte den neugotischen Stil, der zu dieser Zeit im evangelischen Kirchenbau vorherrschte. Der Bremer Kaufmann und Reeder Christian Heinrich Wätjen wollte sein nahe liegendes Park- und Gutsgelände um das Pfarrhausgrundstück und weiteres Kirchenland vergrößern. Er bot der Kirchengemeinde an, im Gegenzug den Neubau der Kirche mit 200.000 Goldmark zu finanzieren. Zwei Jahre hatte der Kirchenrat sich gegen das Angebot gewehrt, bis eine Gruppe von Gemeindegliedern ihn zur Annahme drängte. Die bisherige Kirche wurde bald nach Fertigstellung des Neubaus abgerissen, der „Alte Turm“ blieb jedoch auf Wunsch des Stifters Wätjen erhalten. Er ist nun das älteste erhaltene kirchliche Bauwerk Blumenthals und ebenfalls ein Einzeldenkmal der Denkmalliste des Landes Bremen (seit 1973).
Die Kirchengemeinde wurde kurz nach der Fertigstellung der Kirche aufgenommen in die neugegründete Evangelisch-reformierte Kirche der Provinz Hannover (zu dieser Provinz gehörte die Blumenthaler Gemeinde zu jener Zeit). Dieser Gemeindeverbund gab sich 1882 eine gemeinsame Synodalordnung und erhielt durch Verfügung des Königs von Preußen in Aurich eine Kirchenbehörde mit kollegialer Verfassung (das Konsistorium). 1939 wurde der Ort Blumenthal nach Bremen eingemeindet. Erst Ende der 1950er-Jahre, kurz nach dem Umzug der reformierten Landeskirche von Aurich nach Leer, kam es zur Umgliederung der reformierten Kirchengemeinde in die Bremische Evangelische Kirche.
Im Frühjahr 2019 begannen seitens des Kirchenrates und der Kirchenvorstände dreier Nachbargemeinden erste Fusionsbemühungen. Die Fusion wurde zum 1. Januar 2022 vollzogen.

## Bauwerk

Blick in die Kirche Richtung Chorraum mit Abendmahlstisch „A Tavola“

Die Kirche bildet mit dem vierjochigen Langhaus, dem Querschiff und der Apsis die traditionelle altkirchliche Kreuzform. In den drei ersten Jochen ist sie fast einschiffig, abgesehen von schmalen Seitengängen. Im vierten Joch weitet sich der Raum durch an die Vierung anschließende kapellenartige Anbauten. Durch sie wird der Zentralbereich von Langhaus und Querhaus dreischiffig und bildet ein geräumiges Quadrat, in dem die Gemeinde sich nahe an der Kanzel und am Abendmahlstisch versammeln kann. Auch die Emporen finden im erweiterten Querschiff reichlich Platz, ohne den Raum optisch einzuengen. Die Kirche bot ursprünglich 1.100 Sitzplätze; ihre Zahl ist später durch Auseinanderrücken der Bänke verringert worden.
Der Turm ist mit einer Höhe von 61,4 m inkl. der 4 m hohen Spitze (Kreuz und Kugel) der fünfthöchste Kirchturm in Bremen. Nur die Türme der vier Kirchen der Altstadt sind höher. Die Uhr befindet sich in einer Höhe von etwa 31 m.
Die gesamte Länge beträgt etwa 49,5 m und die Breite etwa 26 m. Die Hauptachse der Kirche weicht um einen verhältnismäßig großen Winkel von 45° von der sonst üblichen Ost-West-Achse (Ostung) ab. Der Chorraum zeigt also nach Nord-Osten.
Der Innenraum hat weiße Wände und Gewölbe vom roten Ziegelwerk der gemauerten Pfeiler, Rippen, Simse und Brüstungen. Im Osten stand zunächst ein eher der lutherischen Tradition entsprechender steinerner Tisch mit Altarretabel, danach mehrere Jahrzehnte ein schmuckloser steinerner Tisch für das Abendmahl (nach reformierter Tradition nicht als „Altar“ bezeichnet). Nach Rücksprache mit dem Landesdenkmalpfleger wurde jener Tisch im Frühjahr 2015 im Rahmen einer Katastrophenschutzübung des THW aus dem Kirchraum entfernt. Im Anschluss daran wurde ein Kunstwettbewerb in Kooperation mit der Hochschule für Künste (HfK) in Bremen ausgeschrieben, um einen neuen Abendmahlstisch designen zu lassen, der der Lebenswirklichkeit der Gemeinde besser entspricht. Seit Juni 2016 steht nun der hölzerne Abendmahlstisch „A Tavola“ („zu Tisch!“) der Künstlerin Kirsti Masnick von der HfK im Chorraum. Die ursprüngliche Überlegung, den Tisch aus nicht mehr benötigten Kirchenbänken anzufertigen, verhinderte des Veto des Landesdenkmalpflegers Georg Skalecki, der die zur Originalausstattung der Kirche gehörenden Bänke schützen wollte.
Hinter dem Tisch erhebt sich als Symbol ein großes Holzkreuz ohne Korpus. Es wurde bei einer Umgestaltung nach 1960 in den damals einheitlich weiß überstrichenen Raum gestellt und hob sich deutlich vom Hintergrund ab. Seit der Renovierung der Kirche, mit der die roten Ziegelelemente wieder sichtbar gemacht wurden, ist es der Architektur nicht mehr angepasst.

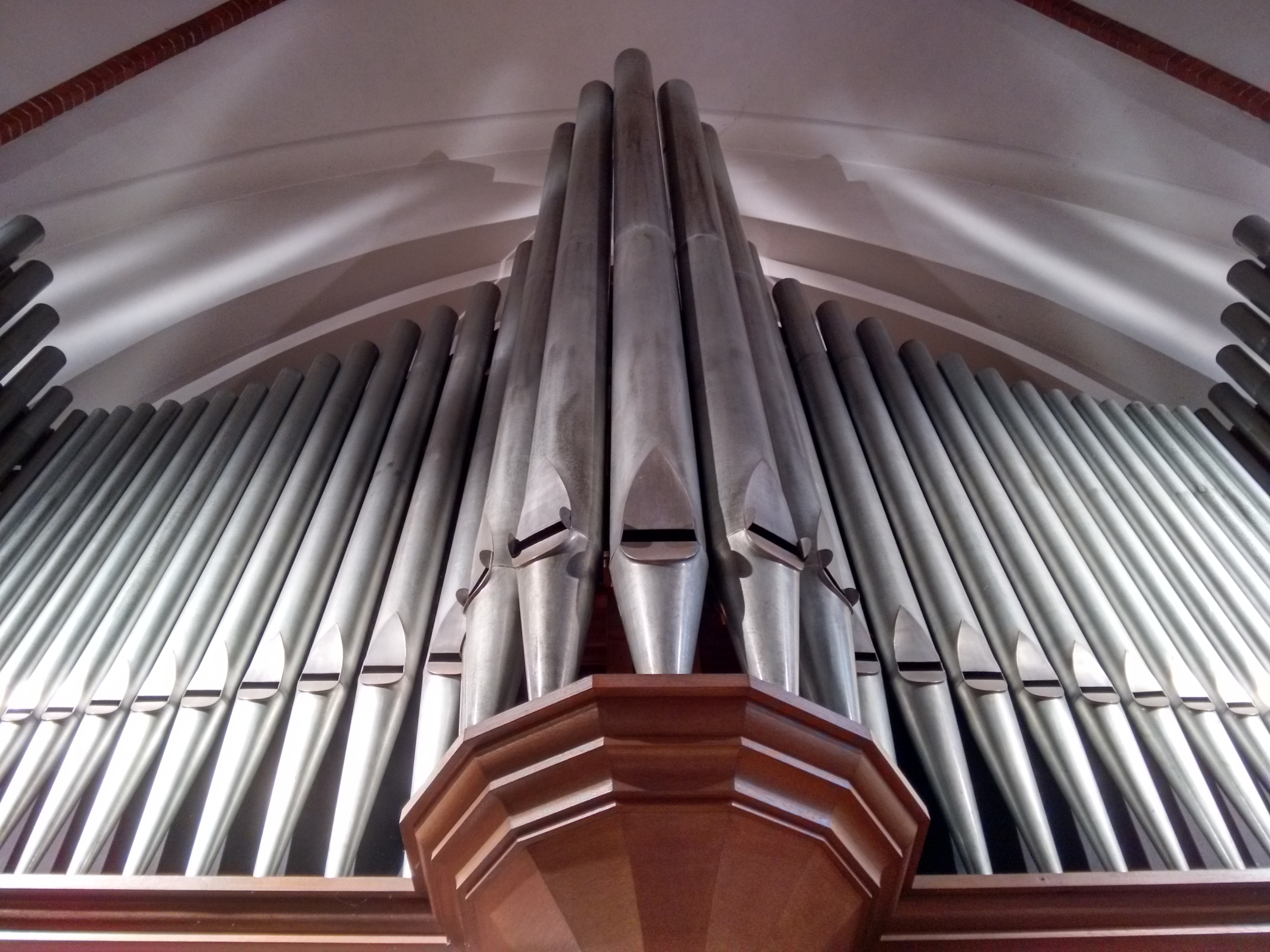
Orgelpfeifen der Führer-Orgel

In den Fenstern befinden sich als Symbole das Christusmonogramm JHS, eine Dornenkrone, ein Abendmahlskelch, Kornähren, eine Krippe, ein Schiff mit Kreuzmast und eine Weinrebe. Drei Kreuze stellen den Tod Christi auf Golgatha dar. Kreuz und Schlange bedeuten den Sieg über die Sünde. Ein Kreuz auf der Weltkugel symbolisiert die Siegeskraft des Glaubens. Die Krippe symbolisiert die Botschaft der Engel an die Hirten. Die Öllampe mahnt zur Wachsamkeit. Weiterhin befinden sich dort ein Stern und die Taube als Symbol der Taufe und des Heiligen Geistes. Die seitlichen Chorfenster enthalten seit 1949 die Namen der gefallenen Soldaten sowie von Bombenopfern des Zweiten Weltkriegs.
Die Originalkanzel an der Südseite ist in ihrer Höhe auf die Emporen abgestimmt, damit die dort sitzenden Teilnehmer die Predigt verstehen und den Pastor sehen können. Diese Kanzel ist inzwischen kaum noch in Gebrauch.
Die aus einer der Vorgängerkirchen stammende alte Kanzel von 1585 steht der Originalkanzel gegenüber an der Nordseite. Von ihr aus hat bereits der erste reformierte Pastor von Blumenthal gepredigt. Wahrscheinlich hatte sie der Senat zu Bremen als Patron gestiftet, weil sich die Gemeinde eine künstlerisch geschnitzte Kanzel nicht leisten konnte. Diese älteste noch erhaltene Kanzel aller bremischen Kirchen war an ihrem ursprünglichen Ort nur 70 Jahre in Gebrauch, dann wurde das alte Kirchlein vergrößert. Die Kanzel wurde durch eine neue ersetzt und geriet in die Abstellkammer. Dadurch sind Reste ihrer alten Farbfassungen erhalten geblieben; durch sie konnte der Restaurator nach 1980 die ursprüngliche Farbigkeit wiederherstellen. Geschmückt ist die Kanzel in der Formensprache der Frührenaissance. Andererseits ist die Kanzel im Geiste der reformierten Lehre und des biblischen Bilderverbots gestaltet, hierdurch hat sie ein an Kanzeln seltenes Bildprogramm. Die vier Felder des Kanzelkorbes sind gegliedert durch Bögen und korinthische Säulen, die in der Bildsprache der Renaissance einen Tempel symbolisieren. Mauerquader deuten das himmlische Jerusalem an, geschliffene Edelsteine in den Bögen die Herrlichkeit Gottes.
In weiteren Sinnbildern wird das endzeitliche Drama aus der Offenbarung des Johannes beschrieben. Es handelt vom Zorn Gottes über die abtrünnigen Menschen und das Heil für die treu gebliebene Gemeinde, mit denen Christus das Abendmahl feiern will. Schmuckbänder an der Sockel- und Kopfleiste verkörpern mit Blumen den himmlischen Garten. Früchte stehen für die guten Werke und Lorbeerblätter für das reine Gewissen.
Die Orgel der Kirche wurde 1951 von Alfred Führer aus Wilhelmshaven erbaut. Das Instrument verfügt über 35 klingende Register in Hauptwerk, Rückpositiv und Pedal.
In der Turmhalle steht eine Büste des Reeders Christian Heinrich Wätjen, der den Kirchenbau finanziert hatte.

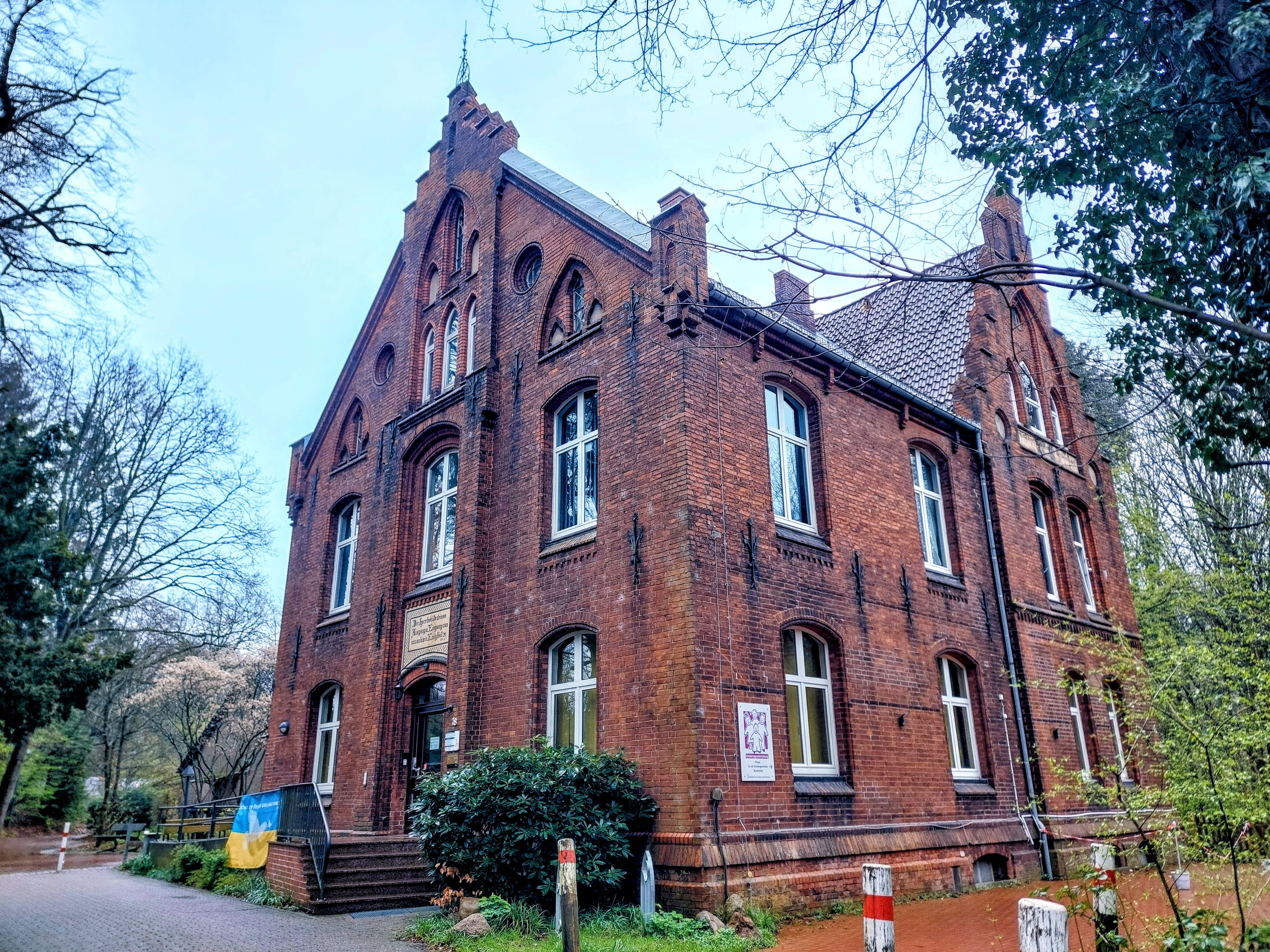
Das denkmalgeschützte alte Gemeindehaus neben der Kirche

Im Portal nennen zwei Steintafeln die Namen der Gefallenen des Ersten Weltkriegs 1914–18, während die des Zweiten Weltkrieges 1939–45 in den seitlichen Chorfenstern stehen.

## Außenanlagen
Südöstlich neben der Kirche steht das frühere Pfarrhaus, das jetzige „alte Gemeindehaus“, welches viele Jahre u. a. das Büro des Pastors sowie ein Gemeindebüro beherbergte, in dem mehrere Blumenthaler Kirchengemeinden verwaltet wurden. Es ist wie die Kirche im neugotischen Stil errichtet worden und steht seit 2023 ebenfalls unter Denkmalschutz. Daran angebaut wurde im Jahre 1964 eine Erweiterung mit zwei Sälen. Dieser Anbau wurde 2025 abgerissen, nachdem das Gelände an einen Investor verkauft worden war.

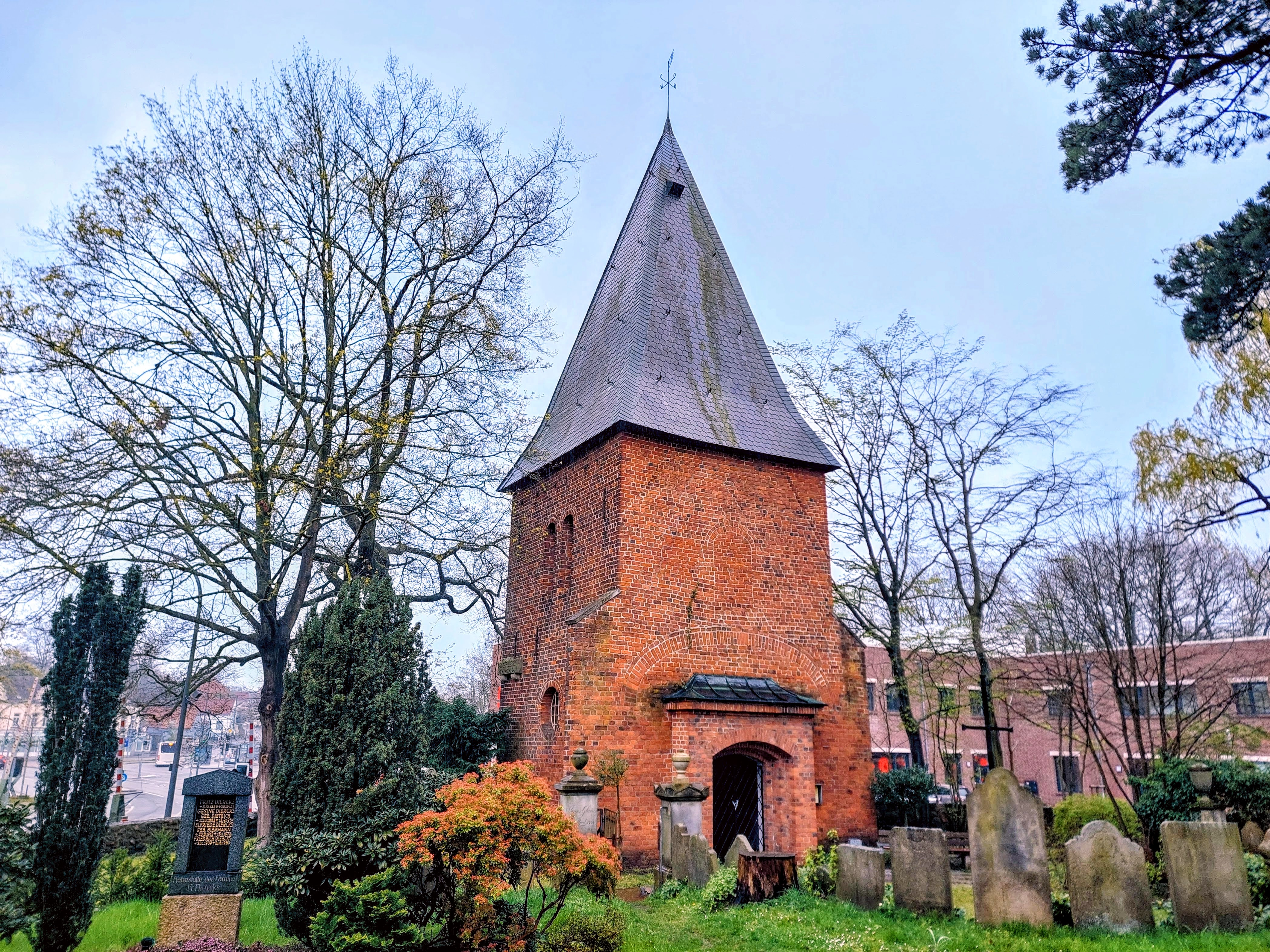
Alter Turm

Die Kirche liegt am Rand eines Friedhofes (einer der derzeit 19 evangelischen Friedhöfe in Bremen). Von Anfang 2014 bis Anfang 2016 wurde von der Kirchengemeinde in Zusammenarbeit mit einer Umwelt-Beratung und unter finanzieller Förderung des Senators für Umwelt, Bau und Verkehr ein Modellprojekt zur nachhaltigen Friedhofsgestaltung und -nutzung durchgeführt. Eine naturnahe Gestaltung, eine Verbesserung der Biodiversität und eine Bestandsaufnahme der Gräber historisch bedeutender Personen waren Bestandteile dieses Projektes. Das Vorhaben fand in regionalen Medien und auch in einer überregionalen Fachpublikation zur Friedhofskultur Beachtung. Zum 30. Jahrestag des Bundesministeriums für Umwelt und Naturschutz (BMUB) fand im Jahre 2016 eine Großveranstaltung statt, auf der die Evangelische Kirche in Deutschland (EKD) auf einem Stand zum Thema „Nachhaltiger Friedhof“ dieses Projekt einer breiten Öffentlichkeit vorstellte. Das Konzept passte zur ökologischen Ausrichtung der Gemeinde, die aufgrund einer eigenen Beschaffungsordnung ausschließlich auf Produkte aus biologischem Anbau, aus fairem Handel, auf saisonale Produkte bzw. auf Produkte mit Öko-Siegeln zurückgreift. Der damalige Pastor der Gemeinde, Ulrich Klein, wurde während dieser Zeit dann auch zum Umweltbeauftragten der Bremischen Evangelischen Kirche (BEK) ernannt.
Ein historisches Fundstück, wahrscheinlich aus einem Sandsteinfries der alten Kirche, ist in der Eingangshalle der jetzigen Kirche zu finden. Dargestellt ist Abrahams Opfer (Gen 22,1–19 ) mit den lateinischen Worten aus seiner Berufungsgeschichte: DEUS IMPUTAT EUM AD IUSTITIAM (Gott rechnete ihm (seinen Glauben) zur Gerechtigkeit an).

## Friedhof
Auf dem Friedhof befinden sich Ruhestätten bedeutender Persönlichkeiten. An der Außenwand der Kirche, auf dem Friedhof und beim Alten Turm befinden sich alte Grabsteine. Besonders imposant ist südöstlich der Kirche die Grabstelle von Ferdinand Ullrich (1884–1915), einem kaufmännischen Direktor der Bremer Woll-Kämmerei, mit der lebensgroßen Gestalt einer Trauernden aus Metallguss. Wenige Meter neben jener Grabstelle liegt das Grab der Schriftstellerin und Reformpädagogin Tami Oelfken, welche das Kirchengebäude in ihrem 1940 veröffentlichten und von den Nationalsozialisten verbotenen Roman Tine (1947 wiederveröffentlicht als Maddo Clüver) ausführlich erwähnt. Weiterhin findet man etwa mittig auf dem Gelände ein kleines Urnenmausoleum sowie am Rande des Friedhofs den Grabstein des Kapitäns Eduard Dallmann.

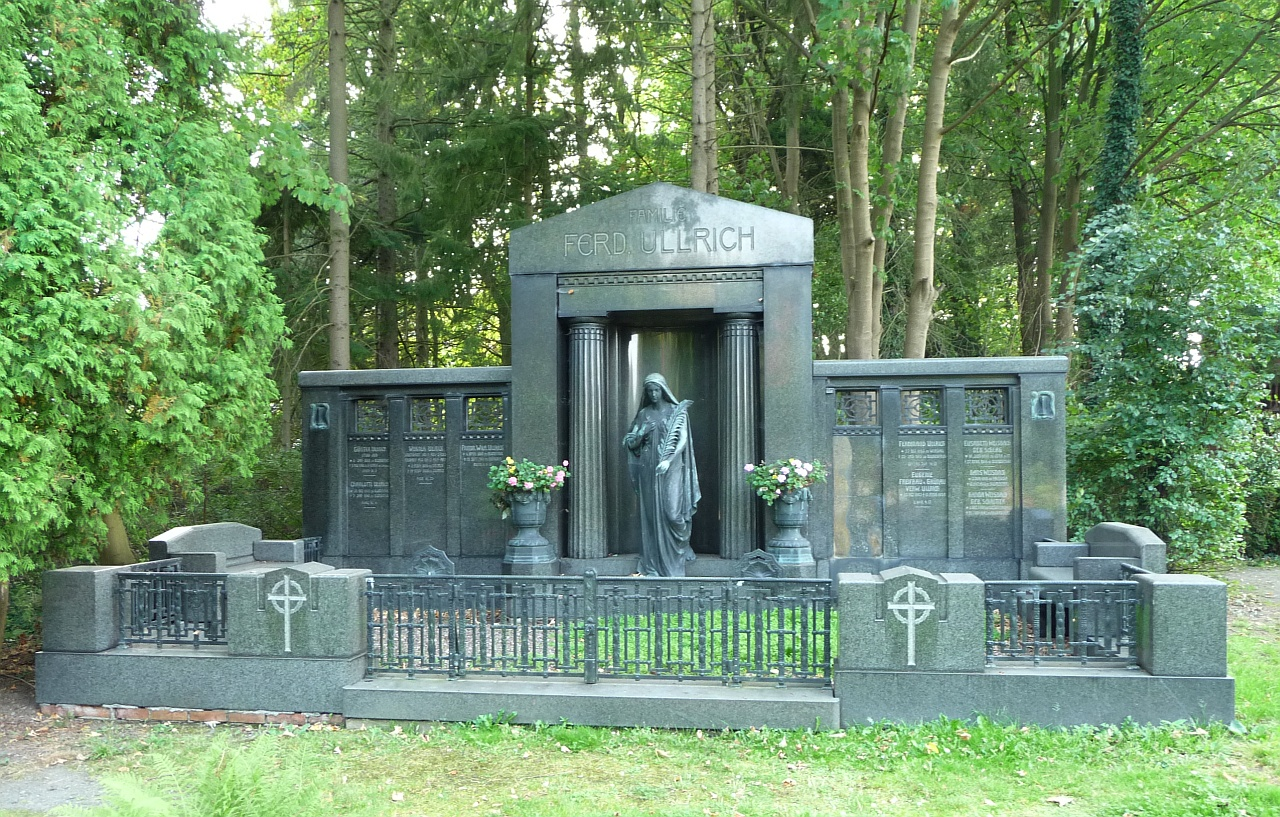
Grabanlage von Ferdinand Ullrich

Am Ende des Weges in Verlängerung des Nordausgangs wurde im Baujahr der neuen Kirche eine Eiche gepflanzt. Als diese 2004 abgestorben war, hat die Bildhauerin Nicola Dormagen aus ihr ein Kunstwerk gestaltet. Auf drei transparenten Tafeln erzählt der Baum, was er in seinen 125 Lebensjahren um sich herum sah, hörte und fühlte.
Der 1604 erbaute alte Turm in der westlichen Ecke des Friedhofes enthält ein von Jan Noltenius gestaltetes Mahnmal für die Blumenthaler Gefallenen der beiden Weltkriege. Das Holzrelief des Bildhauers Walter Wadephul stellt einen toten Soldaten dar, um den eine Frau trauert. Ein Engel weist mit ausgerecktem Arm tröstend nach oben. Zwei Klöppel im Inneren des Turms gehörten zu den Glocken, die einst die Gemeinde zusammengerufen haben. Außen an der Ostseite sind drei alte Steintafeln eingelassen. Eine ehrt die während der Bauzeit des Turms bis 1604 regierenden Bremischen Bürgermeister Johann (VII) Esich der Jüngere, Heinrich Zobel, Daniel von Büren III. und Heinrich Houcken durch ihre Wappen. Auf der zweiten dankt die Gemeinde 1732 mit einer lateinischen Inschrift den Ratsherren Werner Köhne und Henrich Meier für Spenden zum Neubau der Kirche. Die dritte Tafel zeigt in barocker Pracht die Wappen dieser beiden Familien.
Am Alten Turm endet das Friedhofsgelände. Es wird gesäumt von einem städtischen Weg, der zwischen Friedhof und Bahnschienen Richtung Burgwall führt, der aufgrund einer Initiative aus der Kirchengemeinde  2018 vom Beirat Blumenthal und den weiteren zuständigen städtischen Organen den Namen „Oltmann-Duit-Weg“ erhielt. Unter dem Straßenschild ist folgende Erläuterung zu lesen: „Oltmann Hermann Duit (1893–1956), stellte sich mit seiner Lebens- und Amtsführung als Pastor in Blumenthal in Widerspruch zur NS-Ideologie“. Duit war ab 1931 Pastor in der Ev.-ref. Kirchengemeinde Blumenthal. Am 5. November 2018 wurde der Weg unter der Anwesenheit von Nachfahren des auf diese Weise geehrten Widerständlers feierlich eingeweiht.

## Erreichbarkeit
Die Evangelisch-reformierte Kirche ist mit der Linie RS 1 der Regio-S-Bahn Bremen/Niedersachsen (Station Bremen-Blumenthal) und mit den Buslinien 90 bis 92 und 94 bis 97 der Bremer Straßenbahn AG erreichbar (Haltestelle Bahnhof Blumenthal). Außerdem liegt sie direkt an der Autobahn A270 in der Nähe der Ausfahrt 3 (Bremen-Blumenthal).